# Abyāneh
Abyāneh (persiska: ابیانه, Ābyāneh) är en ort i Iran.   Den ligger i provinsen Esfahan, i den centrala delen av landet, 230 km söder om huvudstaden Teheran. Abyāneh ligger 2 208 meter över havet och antalet invånare är 305.